# Colostygia macdunnoughi
Colostygia macdunnoughi là một loài bướm đêm trong họ Geometridae.